# Kolonia Polska
Kolonia Polska is een plaats in het Poolse district  Leżajski, woiwodschap Subkarpaten. De plaats maakt deel uit van de gemeente Kuryłówka en telt 310 inwoners.